# كرمة صيفية
الكرمة الصيفية هي نوع نباتي ينتمي إلى جنس الكرمة من الفصيلة الكرمية. بعكس معظم أنواع الكرمة الأخرى، لا يتمتع هذا النوع بسهولة التجذير. اختيرت عدة أصناف منها، بينها صنف نورتون، أقدم أصناف العنب الأمريكية.

## البيئة والانتشار
موطنها النصف الشرقي للولايات المتحدة ومقاطعة أونتاريو الكندية. لا يتحمل هذا النوع الأراضي الكلسية.

## الوصف النباتي
نبات معمر متسلق. النورات عنقودية. الثمرة عوزة (عنبة) صغيرة يتراوح قطرها بين 5 و14 ملم، لونها بنفسجي غامق إلى أسود. يمكن للأوراق أن تكون غير مفصصة أو أن تحتوي على 3لا3ة أو خمسة فصوص.